# Anna Gustafsson Chen
Anna Gustafsson Chen (kinesiska:  陈安娜?, pinyin: Chén Ānnà), född 18 januari 1965, är en svensk sinolog, bibliotekarie, bloggare och översättare. Hon översätter kinesisk litteratur till svenska, och har bland annat översatt flera romaner av nobelpristagaren Mo Yan samt verk av författare såsom Chen Ran, Han Shaogong, Ma Jian, Qiu Xiaolong, Su Tong, Wei Hui, Chi Ta-wei och Yu Hua, med flera.
Chen är gift med den kinesiske författaren och översättaren Chen Maiping. Hon har varit verksam som bibliotekarie vid Stockholms stadsbibliotek och vid Myndigheten för tillgängliga medier och driver bloggen Bokberget – om kinesisk litteratur.
Hon har också varit fackligt aktiv inom Översättarsektionen i Sveriges författarförbund.

## Skrifter
- (på engelska) Dreams of the future: communal experiments in May Fourth China. Lund. 1998. Libris 7446503. ISBN 91-628-3248-4
- Utmaning och inspiration: mångspråkigt biblioteksarbete för barn och ungdomar (Stockholms stadsbibliotek, Internationella biblioteket, 2011)
- Vad är talböcker?: att arbeta med talböcker på biblioteket (BTJ förlag, 2013)

## Översättningar i urval
- Zhang, Xinxin 张欣欣 (1988). Leva i Kina: 45 kineser berättar öppenhjärtigt om sig själva. Stockholm: Forum. Libris 7255458. ISBN 91-37-09457-2
- Su, Tong; Gustafsson Chen Anna (1993). Den röda lyktan: två berättelser från Kina. Stockholm: Tranan. Libris 7771897. ISBN 91-88420-06-X
- Mo, Yan; Gustafsson Chen Anna (1997). Det röda fältet. Stockholm: Tranan. Libris 7771915. ISBN 91-88420-53-1
- Wei, Jingsheng; Gustafsson Chen Anna (1998). Modet att stå ensam: breven från fängelset. Stockholm: DN. Libris 7650162. ISBN 91-7588-198-5
- Hong, Ying; Gustafsson Chen Anna (1998). Svekets sommar. Stockholm: Norstedts. Libris 7150903. ISBN 91-1-300316-X
- Debaine-Francfort, Corinne (1999). Återupptäckten av det gamla Kina. ”En värld av vetande”. Stockholm: Bergh. Libris 8357224. ISBN 91-502-1379-2
- Hong, Ying; Gustafsson Chen Anna (1999). Flodens dotter. Stockholm: Norstedts. Libris 7151144. ISBN 91-1-300674-6
- Mo, Yan; Gustafsson Chen Anna (2001). Vitlöksballaderna. Stockholm: Tranan. Libris 7771917. ISBN 91-88420-56-6
- Wei, Hui; Gustafsson Chen Anna (2002). Shanghai baby. Stockholm: Forum. Libris 8549236. ISBN 91-37-12049-2
- Yu, Hua; Gustafsson Chen Anna (2006). Att leva. Stockholm: Ruin. Libris 10114220. ISBN 91-85191-13-2
- Ma, Jian; Gustafsson Chen Anna (2007). Nudelbagaren. Rimbo: Fischer & Co. Libris 10646899. ISBN 978-91-85183-41-8
- Ma, Jian; Gustafsson Chen Anna (2007). Rött damm: en resa genom Kina. Rimbo: Fischer & Co. Libris 10371509. ISBN 978-91-85183-36-4
- Su, Tong; Gustafsson Chen Anna (2008). Binu och den stora muren. Stockholm: Bonniers. Libris 10906533. ISBN 978-91-0-011433-6
- Qiu, Xiaolong; Gustafsson Chen Anna (2008). De röda råttorna. Stockholm: Ordfront. Libris 10908392. ISBN 978-91-7037-290-2
- Han, Shaogong; Gustafsson Chen Anna (2009). Maqiao. Stockholm: Tranan. Libris 11482830. ISBN 978-91-0-012114-3
- Mo, Yan; Gustafsson Chen Anna (2012). Ximen Nao och hans sju liv. Stockholm: Tranan. Libris 13325207. ISBN 978-91-86307-96-7
- Chen, Ran; Gustafsson Chen Anna (2012). Privatliv. Stockholm: Tranan. Libris 12752241. ISBN 978-91-86307-69-1
- Yan, Lianke; Gustafsson Chen Anna (2013). Drömmar om byn Ding. Atlantis. Libris 13589318. ISBN 978-91-7353-623-3
- Yan, Lianke; Gustafsson Chen Anna (2015). Lenins kyssar. Atlantis. Libris 17064324. ISBN 9789173537735

## Priser och utmärkelser
- 2001 – Svenska Akademiens översättarpris
- 2007 – Svenska Akademiens bibliotekariepris
- 2023 – Albert Bonniers 100-årsminne[2]